# Kevin Trapp
Kevin Trapp (pronunciació alemanya: [ˈkɛvɪn ˈtʁap];
Merzig, Alemanya, 8 de juliol de 1990) és un futbolista professional alemany que juga com a porter a l'Eintracht Frankfurt i la selecció alemanya de futbol.
Va començar la seva carrera professional al 1. FC Kaiserslautern, on va participar en dues temporades de la lliga alemanya de futbol. El 2012, va signar per l'Eintracht Frankfurt per 1,5 milions d'euros i va jugar regularment durant tres anys, també competint en la Lliga Europa de la UEFA. Després va fitxar pel Paris Saint-Germain FC per aproximadament 10 milions d'euros l'any 2015, on va guanyar diversos títols domèstics.
A nivell de seleccions, va debutar amb la selecció absoluta el juny de 2017 i va formar part de l'equip alemany que va guanyar la Copa Confederacions 2017.

## Palmarès

### Eintracht Frankfurt
- 1 Europa League: 2021-22

### Paris Saint-Germain
- 2 Ligue 1: 2015-16, 2017-18.
- 2 Copa francesa: 2016-17, 2017-18.
- 2 Copa de la lliga francesa: 2016-17, 2017-18.
- 5 Supercopa francesa: 2015, 2016, 2017, 2018, 2019.

### Selecció alemanya
- 1 Copa Confederacions de la FIFA: 2017.